# Thereva neglecta
Thereva neglecta är en tvåvingeart som beskrevs av Krober 1912. Thereva neglecta ingår i släktet Thereva och familjen stilettflugor. Inga underarter finns listade i Catalogue of Life.